# Bagielnica
Bagielnica (kaszb. Bagiélnica) – część wsi Będargowo w Polsce, położona w województwie pomorskim, w powiecie wejherowskim, w gminie Szemud. Wchodzi w skład sołectwa Będargowo.
W latach 1975–1998 Bagielnica administracyjnie należała do województwa gdańskiego.